# SM Entertainment

Logo SM Entertainment

SM Entertainment is een Zuid-Koreaans entertainmentbedrijf, opgericht in 1995 door Lee Soo Man.
SM Entertainment is een van de grootste entertainmentbedrijven van Zuid-Korea. De bedrijfsactiviteiten omvatten een platenlabel, een talentenbureau, een productiehuis, een evenementenbureau, en een muziekuitgeverij. Het is de thuisbasis voor artiesten als Super Junior, Girls' Generation, SHINee, f(x), EXO, Red Velvet, Aespa en NCT.